# Michael Maier

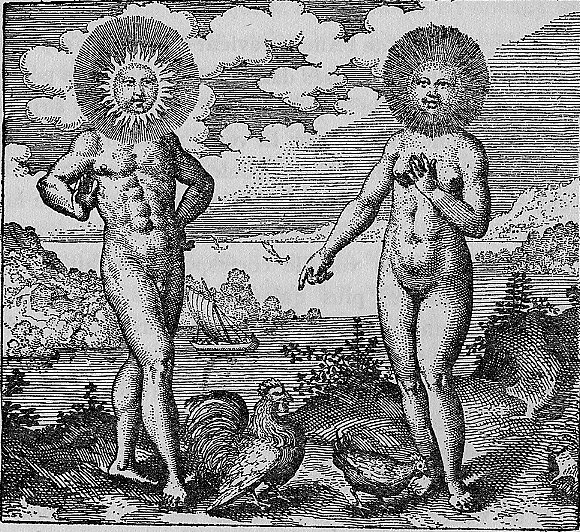
Afbeelding uit Atalanta fugiens

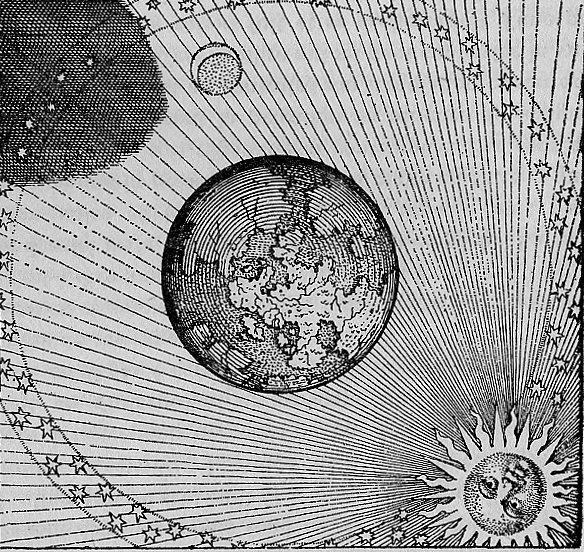
Afbeelding uit Atalanta fugiens

Michael Maier (Rendsburg, 1568 – Maagdenburg, 1622) was een Duitse geneesheer, raadsman voor keizer Rudolf II en geleerd alchemist. In 1597 werd hij doctor in zowel filosofie als medicijnen. Hij was arts in Rostock en Praag en werd arts en raadsheer van Rudolf II. De keizer was erg geïnteresseerd in het occulte waardoor Maier in hoog aanzien stond bij hem. Hij benoemde hem dan ook tot paltsgraaf.
Maier schreef commentaren op Hermes Trismegistus en was samen met de keizer toegewijd in het onderzoeken van de geheimen van de natuur.
Nadat de keizer in 1612 was overleden, maakte hij omzwervingen door Duitsland en Engeland waar hij Robert Fludd ontmoette. Bij zijn terugkeer in Praag waren alchemisten daar geen graag geziene gasten meer. Hij werd lijfarts van Maurits van Hessen-Kassel. Hierna vestigde hij zich in Maagdenburg als geneesheer.
Zijn alchemistische emblemataboek Atalanta fugiens verscheen in 1617 en bevatte naast 50 emblemata, epigrammen en verhandelingen ook 50 muziekstukken (fuga en canon). Naast het gepubliceerde werk liet hij ook een noemenswaardig aantal ongepubliceerde stukken na. Zijn werk had een grote invloed op sir Isaac Newton.
Citaat uit Atalanta fugiens:
"Wie de Philosophische Rozentuin tracht binnen te dringen zonder sleutel, lijkt op een man die wil lopen zonder voeten" Emblema XXVII
In Silentium post clamores wijst Maier naar de oertraditie waarin de orde der rozenkruisers haar oorsprong vindt. Ook zijn Amphitheatrum sapientiae aeternae solius verae christiano Kabbalisticum kent veel rozenkruiserssymboliek.

## Overig werk (selectie)
- Cantilenae intellectuales de Phoenice redivo
- Arcana Arcanissima
- Viatorium, hoc est de montibus septum planetarum
- Themis Aurea